# (541034) 2018 AE16
(541034) 2018 AE16 es un asteroide perteneciente al cinturón de asteroides descubierto el 27 de julio de 2009 por el equipo del Catalina Sky Survey desde el Catalina Sky Survey, Arizona, Estados Unidos.

## Designación y nombre
Designado provisionalmente como 2018 AE16.

## Características orbitales
2018 AE16 está situado a una distancia media del Sol de 3,091 ua, pudiendo alejarse hasta 4,001 ua y acercarse hasta 2,180 ua. Su excentricidad es 0,294 y la inclinación orbital 20,31 grados. Emplea 1984,98 días en completar una órbita alrededor del Sol.

## Características físicas
La magnitud absoluta de 2018 AE16 es 15,8. 